# Isolante minerale a base vetro riciclato

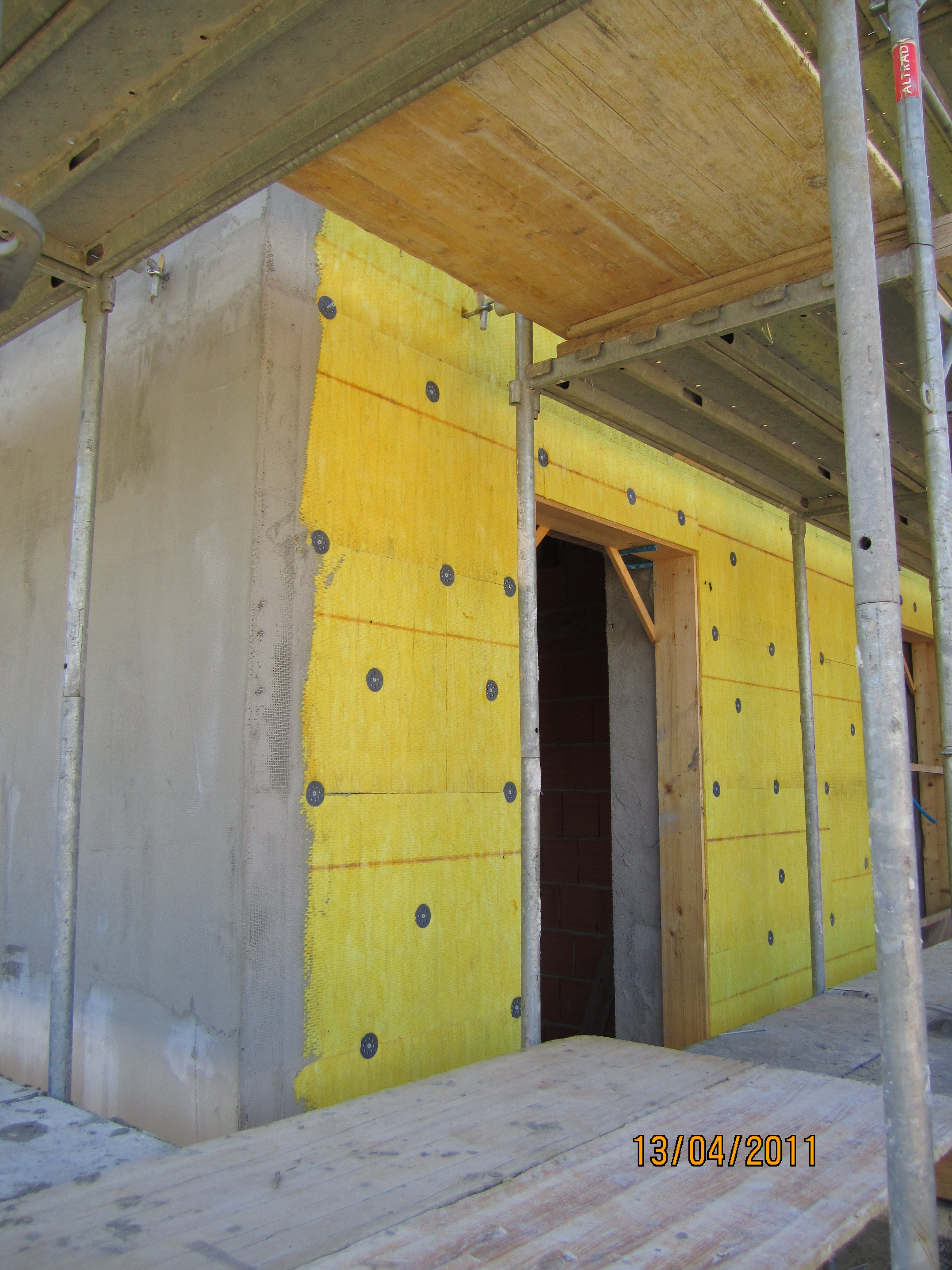
Cappotto isolante minerale a base di vetro riciclato

L'isolante minerale a base vetro riciclato si ottiene grazie ad un particolare processo produttivo da materie prime naturali e riciclate. Si trova soprattutto sotto forma di pannelli e feltri ed è riciclabile al 100%.

## Metodi di produzione
La tecnologia produttiva tramite la quale si realizzano i prodotti in isolante minerale a base vetro riciclato è all'avanguardia e prevede un processo fortemente automatizzato con un severo controllo di qualità sulle materie prime, sia in fase di produzione sia sul prodotto finito.
Lo schema produttivo si può così sintetizzare:

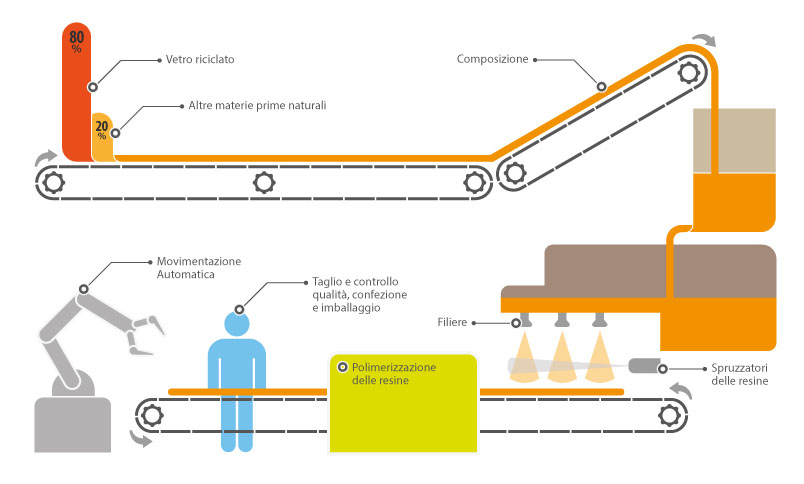
Schema produttivo

- Composizione - Le materie prime utilizzate sono per il 95% naturali e riciclate (sabbia e, per l'80%, vetro riciclato).
- Fusione - Il composto viene introdotto in un forno a riscaldamento elettrico alla temperatura di 1400 °C circa, dove fonde. In seguito, il magma fuso raggiunge le unità di fabbricazione.
- Produzione - La trasformazione del magma fuso in filamenti avviene in una prima fase, per doppia centrifugazione. Dopo il primo stiramento meccanico orizzontale dovuto alla forza centrifuga, i filamenti vengono stirati verticalmente sotto l'azione termica e meccanica di un fluido ad alta temperatura.
- Realizzazione dei prodotti – I filamenti così ottenuti vengono trattati con una particolare resina a base di componenti organici e vegetali che ha la proprietà di non emettere composti organici volatili pericolosi. Il materiale ottenuto viene successivamente convogliato su nastri trasportatori in una stufa ad aria calda alla temperatura di circa 250 °C dove avviene la polimerizzazione della resina. La velocità di marcia dei nastri trasportatori, e il loro distanziamento, regolabile all'interno della stufa, permettono di ottenere la densità e lo spessore desiderati dei prodotti.
- Fasi finali. Accoppiamento del prodotto con eventuali supporti di rivestimento, taglio, rifinitura e imballaggio.

.

## Proprietà
L'evoluzione del processo produttivo dell'isolante minerale a base vetro riciclato ha portato alla nascita di una nuova generazione di prodotti isolanti che presentano le seguenti caratteristiche:
- Elevate prestazioni sia per quanto riguarda l'isolamento termico che l'isolamento acustico grazie alla capacità di opporsi al passaggio dell'aria e quindi alla trasmissione dei rumori e del calore.
- Protezione e adeguata reazione al fuoco, ormai necessarie in tutte le applicazioni che richiedono materiali isolanti incombustibili che non alimentino il fuoco e non propaghino le fiamme. Grazie alla sua natura minerale, l'isolante minerale a base vetro riciclato non rivestito risponde a questi requisiti (Euroclasse A1/A2, s1, d0).
- Elevata stabilità dimensionale al variare della temperatura e del livello di umidità, idrorepellenza.
- Leggerezza, flessibilità e comprimibilità. I prodotti in isolante minerale base vetro sono leggeri e, grazie alla loro capacità di riprendere lo spessore nominale, vengono compressi in fase di imballaggio. Questo consente facilità di movimentazione ed elevati risparmi nei costi di immagazzinaggio, trasporto e posa.
- Resistenza alla compressione. Per applicazioni particolari nella gamma dei prodotti in isolante minerale base vetro sono stati messi a punto prodotti particolari nei quali il tipo di fibraggio e l'orientamento delle fibre stesse è finalizzato ad ottenere una elevata resistenza alla compressione.
- Ecosostenibilità. Il materiale isolante deve prendersi cura dell'ambiente dall'inizio alla fine del suo ciclo di vita e deve contribuire ad uno sviluppo sostenibile nel tempo. È necessario quindi utilizzare il 95% di materie prime naturali e riciclate (sabbia e, per l'80%, vetro riciclato). È indispensabile, inoltre, che l'isolante sia riciclabile al 100%
- Comfort e benessere. Il materiale isolante deve garantire i massimi livelli di comfort e benessere sia al posatore sia a chi abita l'edificio soprattutto per quanto riguarda la morbidezza e la gradevolezza al tatto, importanti al momento della posa in opera. In particolare alla resina che lega i filamenti è richiesto di ridurre a valori bassissimi le emissioni di formaldeide e i COV (composti organici volatili) nel rispetto dei limiti più ristretti della normativa mondiale, garantendo un'elevata qualità dell'aria in tutti gli impieghi.

## Usi
I prodotti in isolante minerale a base vetro riciclato trovano applicazione in molteplici settori quali ad esempio l'edilizia, l'industria, i trasporti e anche in settori speciali.
- Applicazioni nel settore edile

|                               | Coperture a falda - Sottotetto non abitabile | Coperture a falda - Non ventilate | Coperture a falda - Ventilate | Coperture piane | Pareti perimetrali - Cappotto e facciate ventilate | Pareti perimetrali - Intercapedine e contropareti | Pareti di separazione | Solai su locali non riscaldati | Sola interpiano | Controsoffitti |
| ----------------------------- | -------------------------------------------- | --------------------------------- | ----------------------------- | --------------- | -------------------------------------------------- | ------------------------------------------------- | --------------------- | ------------------------------ | --------------- | -------------- |
| Feltri e pannelli arrotolati  | X                                            |                                   |                               |                 |                                                    |                                                   | X                     |                                |                 | X              |
| Pannelli                      |                                              |                                   | X                             | X               | X                                                  | X                                                 | X                     | X                              | X               |                |
| Pannelli rivestiti con bitume |                                              | X                                 |                               | X               |                                                    |                                                   |                       | X                              |                 |                |

- Applicazione nel settore industriale

|                         | Termica industriale - tubazioni | Termica industriale - apparecchi - cisterne - serbatoi | Termica industriale - impianti industriali | Condizionamento/Riscaldamento - Canali di climatizzazione | Condizionamento/Riscaldamento - Tubazioni | Trasformazione - Scaldabagni - caldaie | Marina |
| ----------------------- | ------------------------------- | ------------------------------------------------------ | ------------------------------------------ | --------------------------------------------------------- | ----------------------------------------- | -------------------------------------- | ------ |
| Materassi trapuntati    | X                               | X                                                      |                                            |                                                           |                                           |                                        | X      |
| Feltri                  |                                 | X                                                      |                                            | X                                                         | X                                         | X                                      | X      |
| Pannelli                |                                 | X                                                      | X                                          | X                                                         |                                           | X                                      | X      |
| Isolante minerale sfuso |                                 |                                                        | X                                          |                                                           |                                           | X                                      |        |
| Coppelle                | X                               |                                                        |                                            |                                                           | X                                         |                                        | X      |

## Ecosostenibilità
Molti prodotti in isolante minerale a base vetro riciclato sono certificati secondo la metodologia LCA (Analisi del ciclo di vita).
Questo sistema di verifica garantisce che il prodotto rispetti, oltre alle caratteristiche tecniche proprie di un materiale isolante, le seguenti caratteristiche:
- Idoneità all'impiego, ecologicità, durevolezza e resistenza.
- Resistenza a sensibili variazioni termiche esterne, bassa igroscopicità, buona durata nel tempo, imputrescenza e facile lavorazione.
- Fase di produzione e di lavorazione priva di rischi per l'ambiente e per i lavoratori.
- Nessun effetto negativo sulla salute.
- Smaltimento e riciclo con il minor impatto ambientale.

Lo smaltimento dell'isolante minerale a base vetro riciclato può avvenire in discarica per rifiuti non pericolosi (art. 6 del D.M. 27/09/2010)

## Salubrità
L'isolante minerale a base vetro riciclato rientra nei parametri stabiliti dalla nota Q della direttiva europea 97/69/CE Archiviato il 18 luglio 2013 in Internet Archive. in quanto soddisfa i criteri di biosolubilità da essa stabiliti, pertanto risulta classificata come sostanza non cancerogena.
Le ricerche condotte fin dal 1950 per verificare l'effetto, sull'organismo umano, di alcuni isolanti a base minerale, tra i quali quello a base vetro riciclato, non hanno dimostrato alcun effetto diretto sulla salute. Questi studi hanno coinvolto autorevoli enti Europei ed Internazionali, tra cui la l'Agenzia internazionale per la ricerca sul cancro (IARC), organismo dell'Organizzazione Mondiale della Sanità (OMS).

## Costo/prestazioni
La direttiva europea 2010/31/CE e il suo regolamento delegato 244/2012 riguardano il rendimento energetico nell'edilizia, in particolare uno degli obiettivi della direttiva è quello di prescrivere “nuovi requisiti minimi di prestazione energetica al fine di raggiungere livelli ottimali in funzione dei costi”. L'obiettivo è quello di non separare, nella scelta delle soluzioni, l'aspetto prestazionale da quello economico. Nel campo dell'isolamento questo si traduce, in primo luogo, nella scelta dell'isolante con un ottimo rapporto costo-prestazione e, in seguito, nella determinazione del suo spessore economicamente ottimale. L'isolante minerale a base vetro riciclato offre valori economicamente ottimali grazie anche alla sua valenza termica ed acustica.
- Rapporto costo prestazioni termiche

Per quanto riguarda l'isolamento termico il rapporto costo prestazioni q di un materiale isolante è dato dal costo della sua unità di resistenza termica (€/1 R) dato da:
q = m * λ
con m (€/m3) costo a metro cubo e λ conduttività termica utile (W/mK) dell'isolante.
In sintesi dunque, un isolante termico è tanto più efficiente quanto più è contenuto sia il suo costo a metro cubo m sia il valore della sua conduttività termica λ utile.
- Rapporto costo prestazioni acustiche

Per la difesa dei rumori sia esterni sia interni agli edifici sono necessari materiali, componenti e sistemi costruttivi in grado di fornire la necessaria difesa contro la propagazione del suono. Anche sotto l'aspetto acustico è possibile effettuare una scelta tra i vari isolanti basata ad esempio su costo, espresso in €/dB di attenuazione, ottenibile nella difesa dai i rumori aerei con un determinato isolante acustico. Lo stesso tipo di valutazione del rapporto costo benefici può essere fatto anche per quanto riguarda l'isolamento dei rumori di calpestio e l'assorbimento acustico.